# Pyrjatyn
Pyrjatyn (ukr. Пирятин) je grad u središnjoj Ukrajini, sjedište Pyrjatynskog rajona u sklopu Poltavske oblasti.

## Zemljopis
Nalazi se u sjeverozapadnome dijelu Poltavske oblasti oko 190 km sjeverozapadno od Poltave na desnoj obali rijeke Udaj na autocesti E40.

## Stanovništvo
Prema popisu stanovništva u Sovjetskom Savezu iz 1989. godine grad je imao 18.119 stanovnika, po službenom popisu stanovništva iz 2001. godine u gradu je živjelo 16.560 ljudi, prema procjeni stanovništva iz 2011. godine grad je imao 16.146 stanovnika, uglavnom Ukrajinaca (93,2 %).

## Vanjske poveznice
- Službene stranice gradskog vijeća Pyrjatyna  Arhivirana inačica izvorne stranice od 19. veljače 2022. (Wayback Machine)